# Czyżew
Czyżew – miasto w Polsce położone w województwie podlaskim, w powiecie wysokomazowieckim, nad rzeką Brok, oddalone o 2,5 km od granicy z województwem mazowieckim. Leży na Mazowszu, w dawnej ziemi nurskiej, siedziba gminy Czyżew.

## Historia administracyjna
Czyżew uzyskał lokację miejską w 1738 roku (potwierdzone w 1775 roku). Dawne miasto jest terytorialnie tożsame z obrębem ewidencyjnym Czyżew-Osada i jego przedmieściem Pociejewem.
13 października 1870 car odebrał Czyżewowi prawa miejskie i przekształcił go w osadę, którą włączono do wiejskiej gminy Dmochy-Glinki. Odtąd dawne miasto nazywano Czyżewem-Osadą, w celu odróżnienia jej od wielu sąsiednich miejscowości wiejskich (Czyżew Kościelny, Czyżew-Stacja, Czyżew-Ruś-Kolonia, Czyżew-Ruś-Wieś, Czyżew-Chrapki, Czyżew-Pociejewo, Czyżew-Siedliska, Czyżew-Sutki, Czyżew-Złote Jabłko).
Za II RP w powiecie wysokomazowieckim, w województwie białostockim. 16 października 1933 utworzono gromadę Czyżew osada w gminie Dmochy-Glinki, obejmującą samą miejscowość Czyżew-Osada. Po wojnie (1 stycznia 1949) nazwę gminy Dmochy-Glinki zmieniono na Czyżew z siedzibą w Czyżewie-Osadzie. W latach 1954–1972 wieś należała do i była siedzibą władz gromady Czyżew-Osada. 1 stycznia 1973 stała się siedzibą nowo utworzonej gminy Czyżew-Osada. W latach 1975–1998 miejscowość administracyjnie należała do województwa łomżyńskiego.
1 stycznia 2011 reaktywowano miasto Czyżew. Na uwagę zasługuje fakt, że współczesne miasto (powierzchnia 522,98 ha) jest znacznie większe od historycznego miasta Czyżew (czyli Czyżewa-Osady o powierzchni 197,53 ha), które obejmuje zaledwie 38% powierzchni. Przyczyną tego jest włączenie w granice miasta Czyżew 1 stycznia 2011 także wsi Czyżew Kościelny (74,46 ha lub 14% powierzchni), Czyżew-Stacja (50,01 ha lub 10%) oraz znaczne połacie wsi: Czyżew-Złote Jabłko (89,61 ha lub 17%), Czyżew-Ruś-Wieś (59,90 ha lub 11%), Czyżew-Chrapki (24,42 ha lub 5%) Czyżew-Siedliska (22,88 ha lub 4%) i Czyżew-Sutki (4,17 ha lub 1%). Zarówno nazwę miasta jak i gminy ustalono na Czyżew (do 2010 obowiązywała nazwa gmina Czyżew-Osada).
23 marca 2011 zniesiono wszystkie osiem sołectw na terenie nowego miasta Czyżew: 1)	Czyżew Bloki Kolejowe, 2) Czyżew Kościelny, 3) Czyżew Osada, 4) Czyżew Pociejewo, 5) Czyżew Stacja, 6) Czyżew Szkolny, 7) Czyżew Zarzecze, 8) Czyżew Złote Jabłko.
Obecnie (2023 rok) Czyżew obejmuje oficjalnie już tylko dwie części miasta: Czyżew Kościelny (SIMC 0395990) i Czyżew-Pociejewo (SIMC 0396009).

## Historia
Nazwa Cisow występuje w dokumencie z 1187 roku Cisow...cum ecclesia wspomniane jako własność kanoników płockich (Kod. dypl. pol., I, 14).

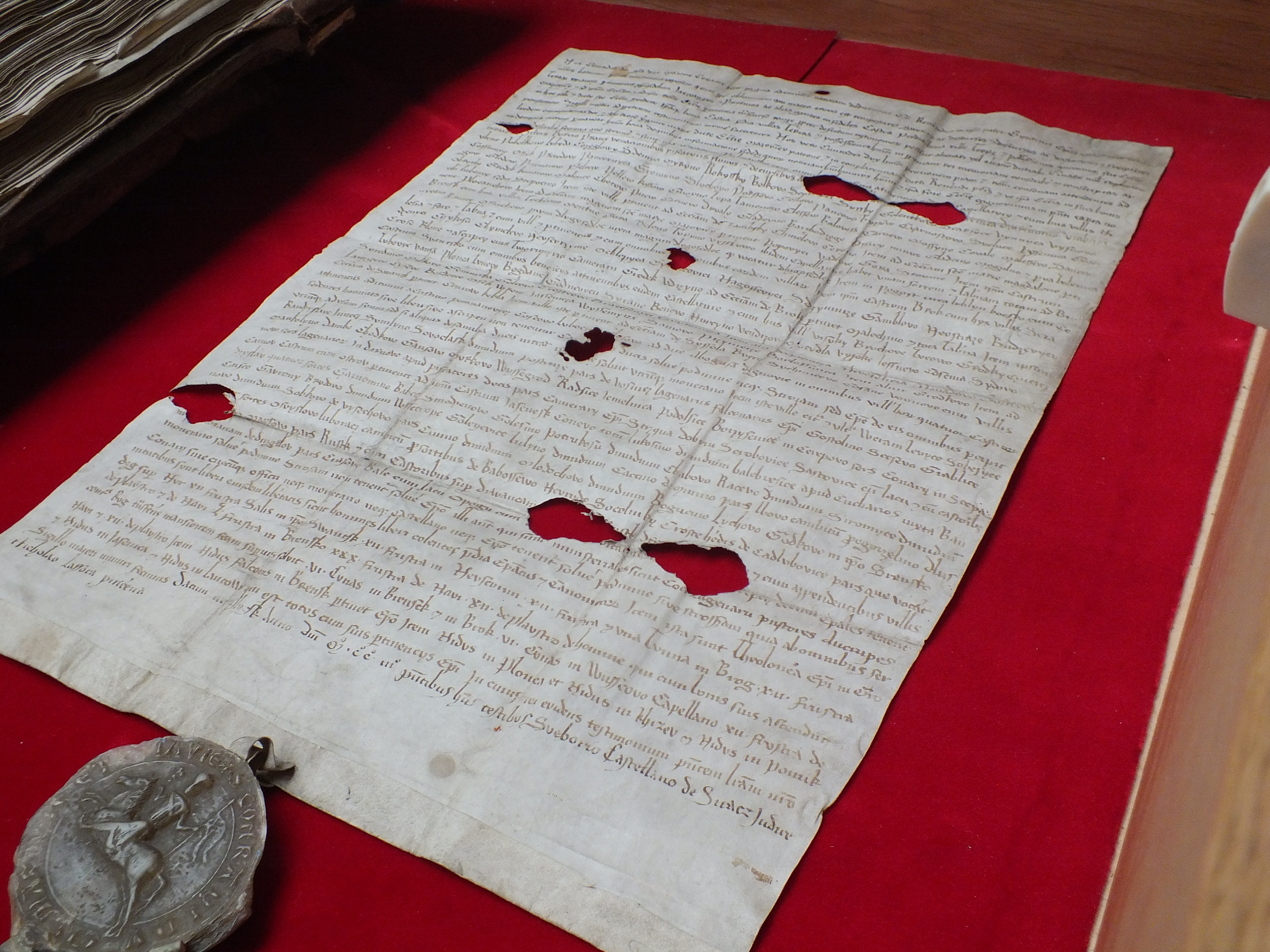
Dokument księcia Konrada mazowieckiego potwierdzający dobra biskupstwa płockiego

. Wymieniona wśród wsi kasztelanii święckiej w inwentarzu wsi biskupstwa płockiego. W dokumencie z 1239 roku znajdującym się w archiwum diecezjalnym w Płocku (przechowywany jest w płockim Muzeum Diecezjalnym), który tyczy się kasztelanii święckiej jest wymieniona osada Cysevo. Prawdopodobnie zniszczona w XIII w. Ponownie zasiedlona pod koniec XIV w. W najstarszym regestrze kancelarii ks. Janusza z lat 1414–1426 zapisano:
- 1417 – Krystyn z Czyżewa sprzedał Maciejowi z Czyżewa 10 włók w tej wsi, a ks. Janusz nadał prawo niemieckie tym, jak i innym 20 włókom, które jemu przekazał
- 1418 – ks. Janusz dał Wacławowi z Czyżewa 10 włók Ciemna Dąbrowa lasu Łętowo w pow. nurskim
- 1422 – ks. Janusz sprzedał Maciejowi z Czyżewa 10 włók obok tej wsi nad Bugiem
- 1423 – Andrzej z Czyżewa sprzedał braciom Wojciechowi i Piotrowi z Chabdzina z pow. czerskiego 10 włók w Czyżewie[18]

Od XV w. w posiadaniu Czyżewskich herbu Pobóg. W tym czasie uzyskała prawa niemieckie potwierdzone w 1476 r. W drugiej połowie XVI w. rozpadła się na kilka wsi drobnoszlacheckich o wspólnej nazwie Czyżewo.
W większości nazwy wiosek i osad wywodziły się od nazwisk ich założycieli. I tak na przykład Czyżewo zostało założone przez Czyża. W późniejszym okresie funkcjonowania wspomnianych wsi i osad, od ich nazw wywodziły się nazwiska najbardziej znanych i wpływowych rodzin zamieszkujących określony teren. Zatem w Czyżewie mieszkali między innymi Czyżewscy.
Właścicielami Czyżewa była Anna Czyżewska, a od 1596 r. w posiadaniu Godlewskich herbu Gozdawa. W 1738 r. staraniem Marka i Karola Godlewskich, starościców nurskich miejscowość uzyskała przywilej na prawa miejskie, od króla Augusta III. Na prośbę kolejnej właścicielki części Czyżewa – Eleonory z Godlewskich Wodzińskiej potwierdzony został przez sejm w roku 1775.
Kolejnym właścicielem miejscowości została w 1779 Anna z Wodzińskich Brzostowska. Od końca XVIII wieku w posiadaniu Tadeusza Skarżyńskiego herbu Bończa, sędziego Królestwa Polskiego i posła ziemi łomżyńskiej. W 1838 w miejscowość przeszła na własność Doroty z Ośmiałowskich, która z mężem Leopoldem Sokołowskim wykupiła kolejne działy oraz folwark Czyżewo Kościelne.

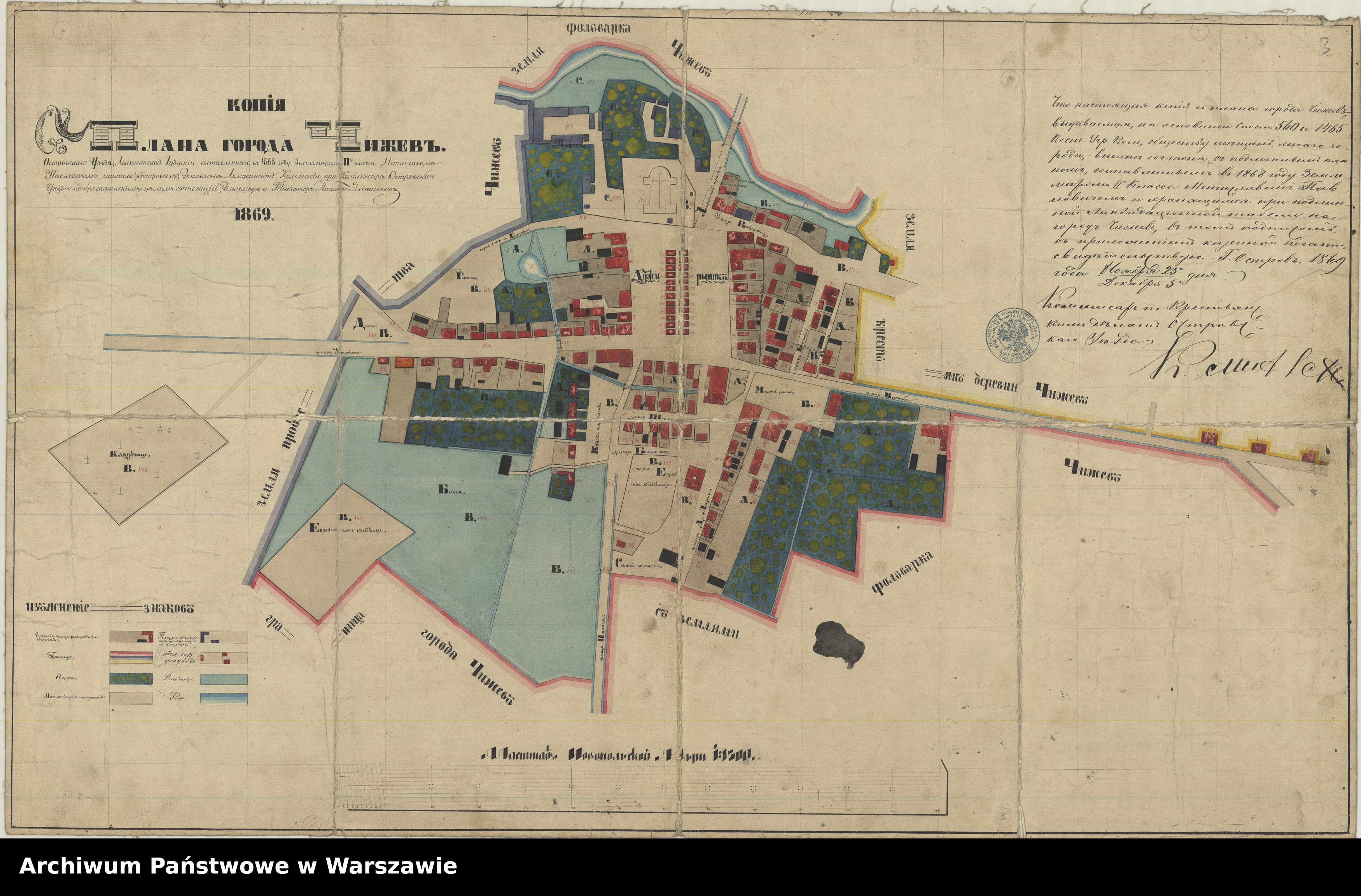
Plan miasta Czyżewa z 1869 r.

W końcu XIX wieku wieś znajdowała się w powiecie ostrowskim, gmina Dmochy-Glinki, parafia Czyżewo. Osada Czyżewo posiadała w tym czasie kościół parafialny murowany, sąd gminny III okręgu, urząd gminny, szkołę początkową, synagogę i stację pocztową. W 1827 w osadzie znajdowały się 74 domy i 811 mieszkańców. Przeprowadzenie w 1862 roku linii kolejowej Warszawa – Petersburg przyczyniło się do wzrostu liczby osób. W 1860 było – 1508 mieszkańców, w tym 1462 Żydów, a w 1890 – 1984 mieszkańców i 121 domów. W 1899 roku Czyżew liczył 2300 mieszkańców, w tym 94% narodowości żydowskiej.
Uwłaszczenie miejscowości nastąpiło w roku 1864, a w roku 1870 utrata praw miejskich. W tym czasie istniały dwie synagogi. Na prostokątnym rynku, obecnie przeciętym drogą krajową 63, do około roku 1900 znajdowały się drewniane kramnice.
W 1921 r. wyszczególniono:
- osadę miejską Czyżewo. Naliczono tu 199 budynków z przeznaczeniem mieszkalnym i 3 inne zamieszkałe oraz 1835 mieszkańców (847 mężczyzn i 988 kobiet). Narodowość polską zgłosiło 240 osób, a 1595 żydowską;
- stację kolejową Czyżewo, gdzie znajdowało się 37 budynków mieszkalnych z 311. mieszkańcami (132 mężczyzn i 179 kobiet). Narodowość polską podało 211 osób, a 100 żydowską;
- Czyżewo Kościelne: osadę młynarską i wieś. Łącznie było tu 21 budynków mieszkalnych i 200 mieszkańców (100 mężczyzn i 100 kobiet). Narodowość polską podało 141 osób, a 59 żydowską[25].

5 stycznia 1937 podczas jarmarku doszło w Czyżewie do ataku bojówek endeckich na sklepikarzy żydowskich. Pobito kilkadziesiąt osób, z czego 14 ciężko. Dwie osoby zmarły w wyniku doznanych obrażeń.
W sierpniu 1941 ok. 1800 czyżewskich Żydów zostało zamordowanych przez Niemców w pobliżu miejscowości Szulborze Wielkie. Dla ok. 200 osób ocalałych z mordu utworzono niewielkie getto przy ul. Polnej. 2 listopada 1942 getto zostało zlikwidowane, a jego mieszkańców wywieziono do Zambrowa.
Do 1948 roku miejscowość była siedzibą gminy Dmochy-Glinki. W latach 1954–1972 miejscowość znajdowała się w Gromadzie Czyżew-Osada. 31 grudnia 1959 r. do gromady tej przyłączono wsie z Gromady Czyżew-Stacja. W latach 1975–1998 miejscowość administracyjnie należała do województwa łomżyńskiego.
13 października 2007 honorowe obywatelstwo gminy odebrał podczas specjalnej uroczystości Prezydent RP Lech Kaczyński.
W 2008 r. w miejscowości mieszkało 2670 osób, po chwilowym spadku liczby ludności, liczba mieszkańców zaczęła ponownie rosnąć i wynosi aktualnie 2643 osoby.
1 stycznia 2011 po ponad 140 latach Czyżew odzyskał prawa miejskie. Do 3 maja 2012 był jedynym miastem w Polsce bez herbu.
Szczegółowa historia dotycząca miejscowości znajduje się na stronie Urzędu Miasta

Czyżew na starych mapach
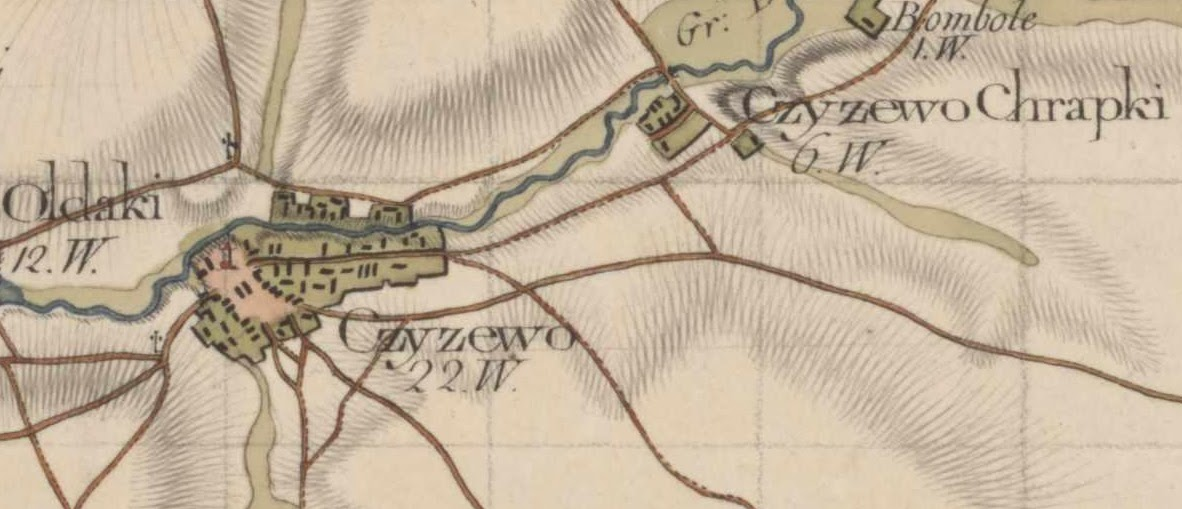
Mapa z 1795 r.
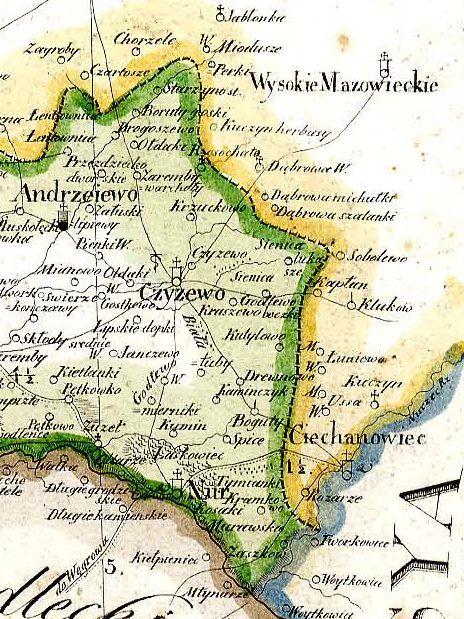
Mapa z 1826 r.
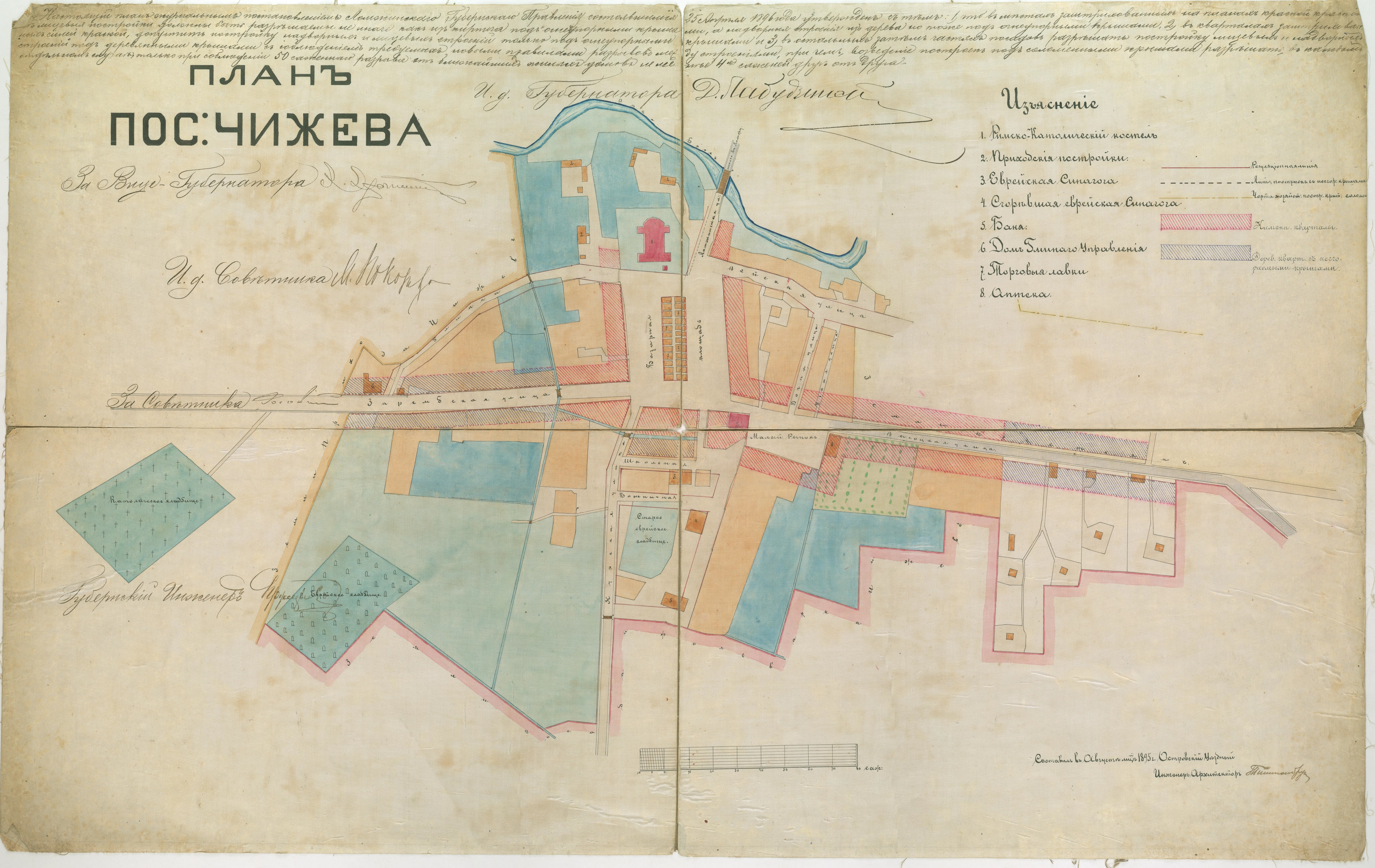
Plan z 1895 r.
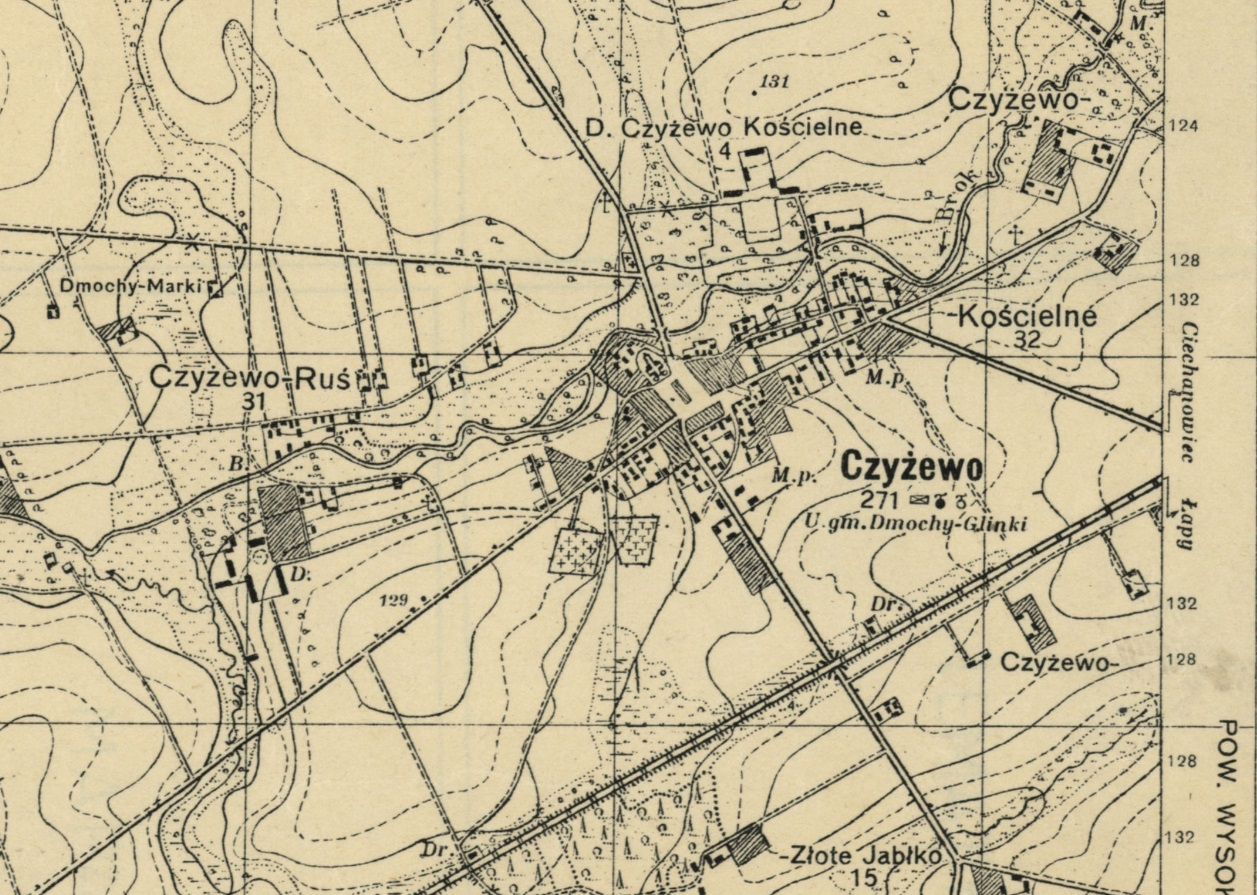
Mapa z 1935 r.

### Historia kościoła

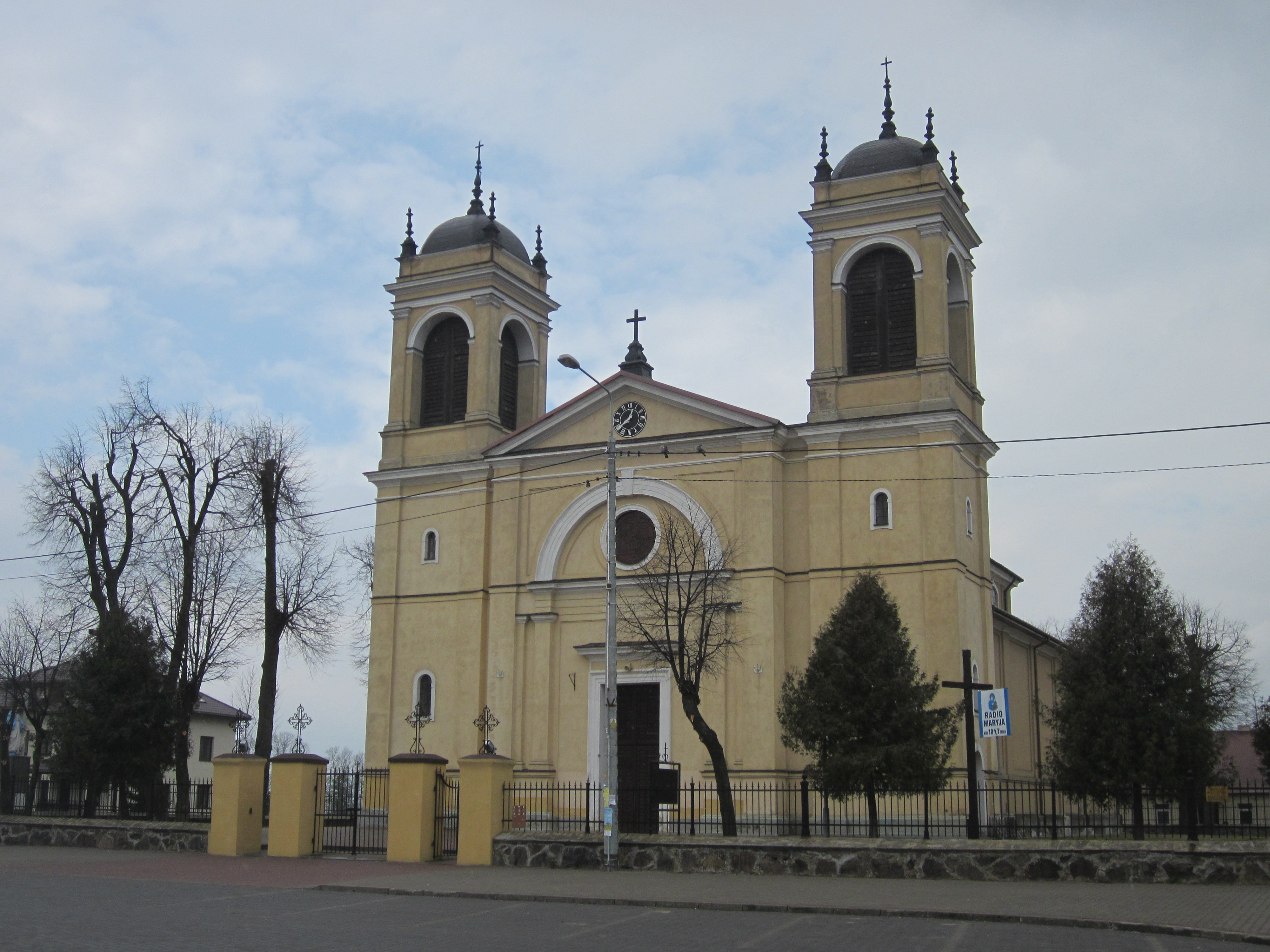
Kościół pw. św. Piotra i Pawła

Pierwotna parafia pod wezwaniem św. Jakuba Apostoła i Anny erygowana w 1. połowie XV w. W 1487 r. w związku z remontem wzmiankowany cieśla Grzegorz z Ciechanowca.
Kolejny kościół drewniany około 1590. Następny wzniesiony w 1697 przez proboszcza Aleksandra Godlewskiego, konsekrowany w 1710, dotrwał do roku 1800. W jego miejsce powstała drewniana kaplica zrujnowana i zapieczętowana w roku 1855, zawalona przez wichurę w roku 1858.
W tym samym roku poświęcenie kamienia węgielnego pod murowany neorenesansowy kościół parafialny (1869–1874), według projektu Leonarda Markoniego. Kościół zbudowany staraniem proboszcza Tomasza Godlewskiego, dzięki pomocy materialnej kolejnych dziedziców Gostkowa- Stanisława Budziszewskiego i Józefa Małowieskiego. Konsekrowany w 1883. W tym czasie zmieniono patronów parafii na św. św. Piotra i Pawła.

## Obiekty zabytkowe

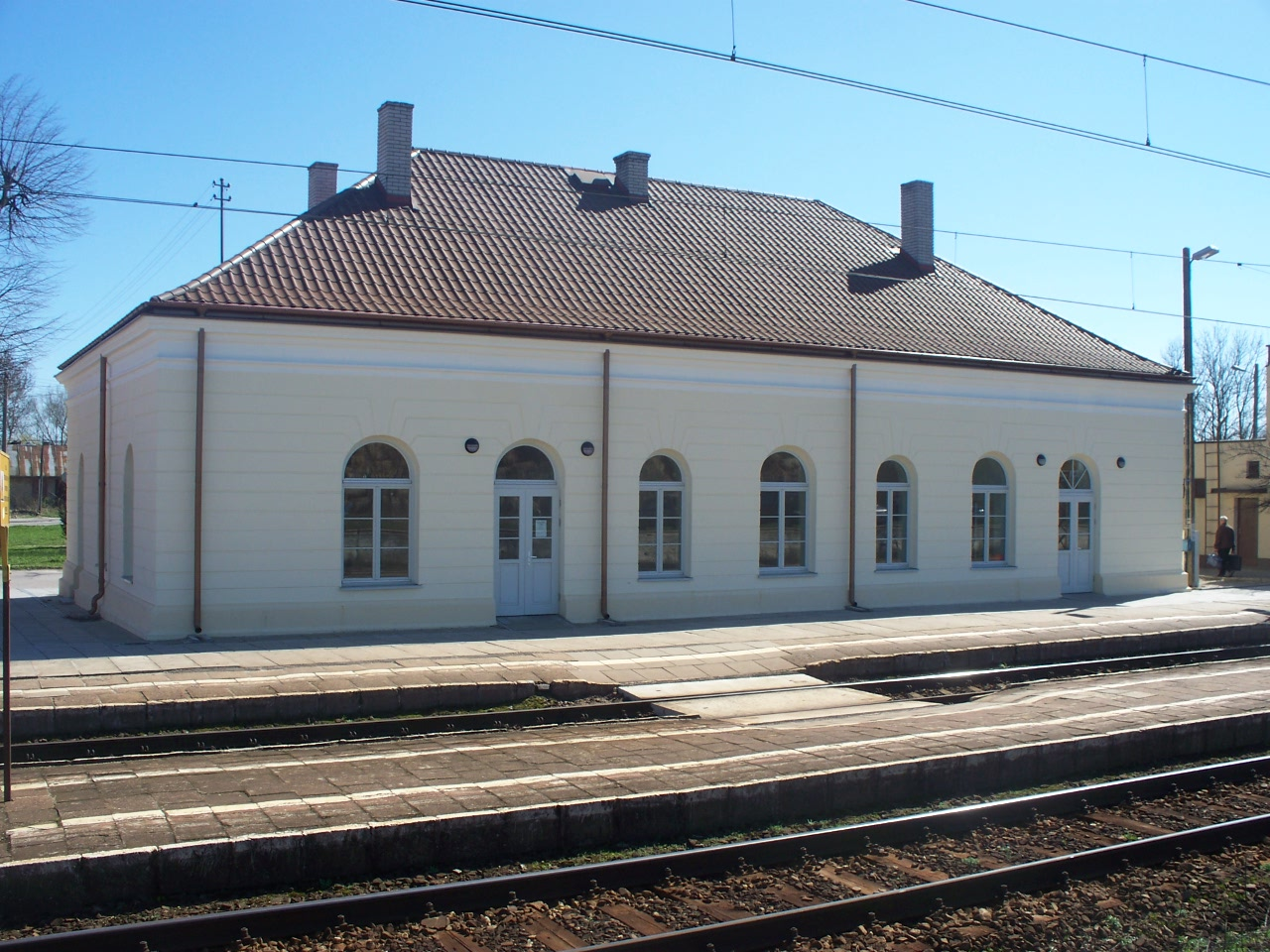
Budynek dworca kolejowego, obecnie siedziba Muzeum Ziemi Czyżewskiej

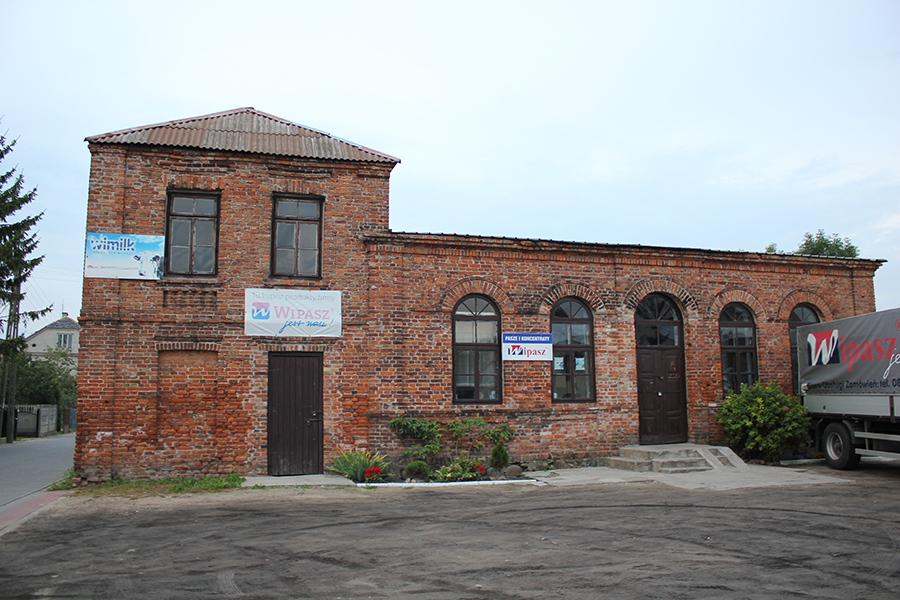
Synagoga w Czyżewie (ul. Piwna)

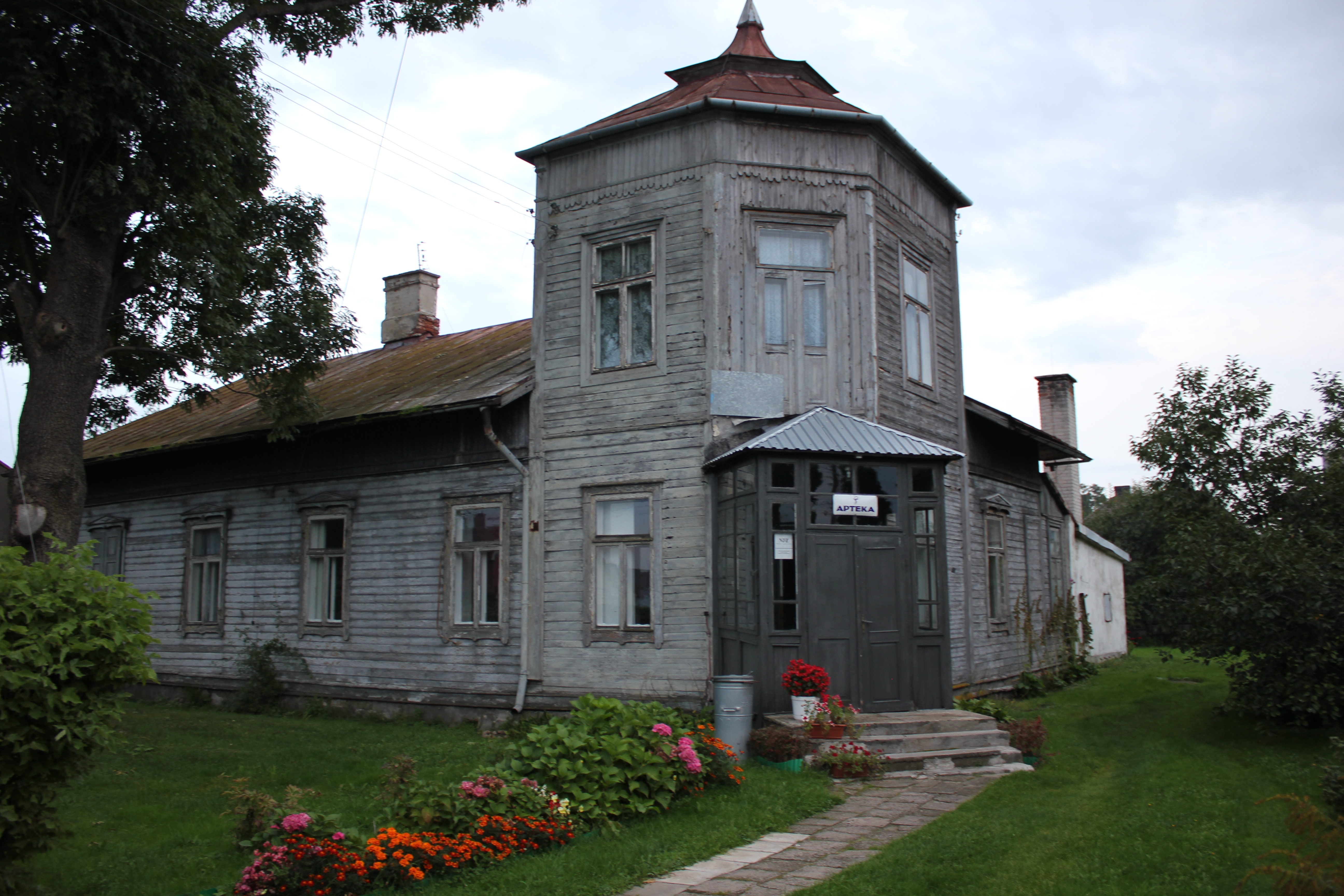
Drewniana willa przy ul. Mazowieckiej 12

- kościół par. pw. św. św. Piotra i Pawła, Rynek, 1874
- synagoga, ul. Piwna / Polna, 4. ćw. XIX w.
- park dworski, 2. poł. XIX w.
- drewniana willa, ul. Mazowiecka 12, pocz. XX w.
- cmentarz wojenny z okresu I wojny światowej[37].
- cmentarz grzebalny założony w roku 1860
- kaplica cmentarna z roku 1868 jako grobowa Józefa Małowieskiego
- grobowiec Stolzmanów z trzeciej ćwierci XIX w.
- grobowiec Godlewskich z 1863 r.
- krypta Sutkowskich z końca XIX w. z herbem Pobóg
- inne nagrobki z końca XIX w.
- krzyż przydrożny 1895 r. fundacji Jana Brulewskigo[38]

## Transport
Czyżew leży na trasie drogi krajowej nr 63 oraz drogi wojewódzkiej nr 690.
Z Czyżewa można dojechać do miejscowości:
- Zaręby Kościelne
- Andrzejewo
- Wysokie Mazowieckie (przez Rosochate Kościelne)
- Kołaki Kościelne (przez Rosochate Kościelne i Jabłonkę Kościelną)
- Klukowo
- Brulino-Lipskie
- Boguty-Pianki
- Ciechanowiec (przez Boguty-Pianki)

W dzielnicy Czyżew-Stacja znajduje się dworzec kolejowy PKP Czyżew, skąd można dojechać do Warszawy, Białegostoku, Katowic czy innych miast – linia kolejowa nr 6.

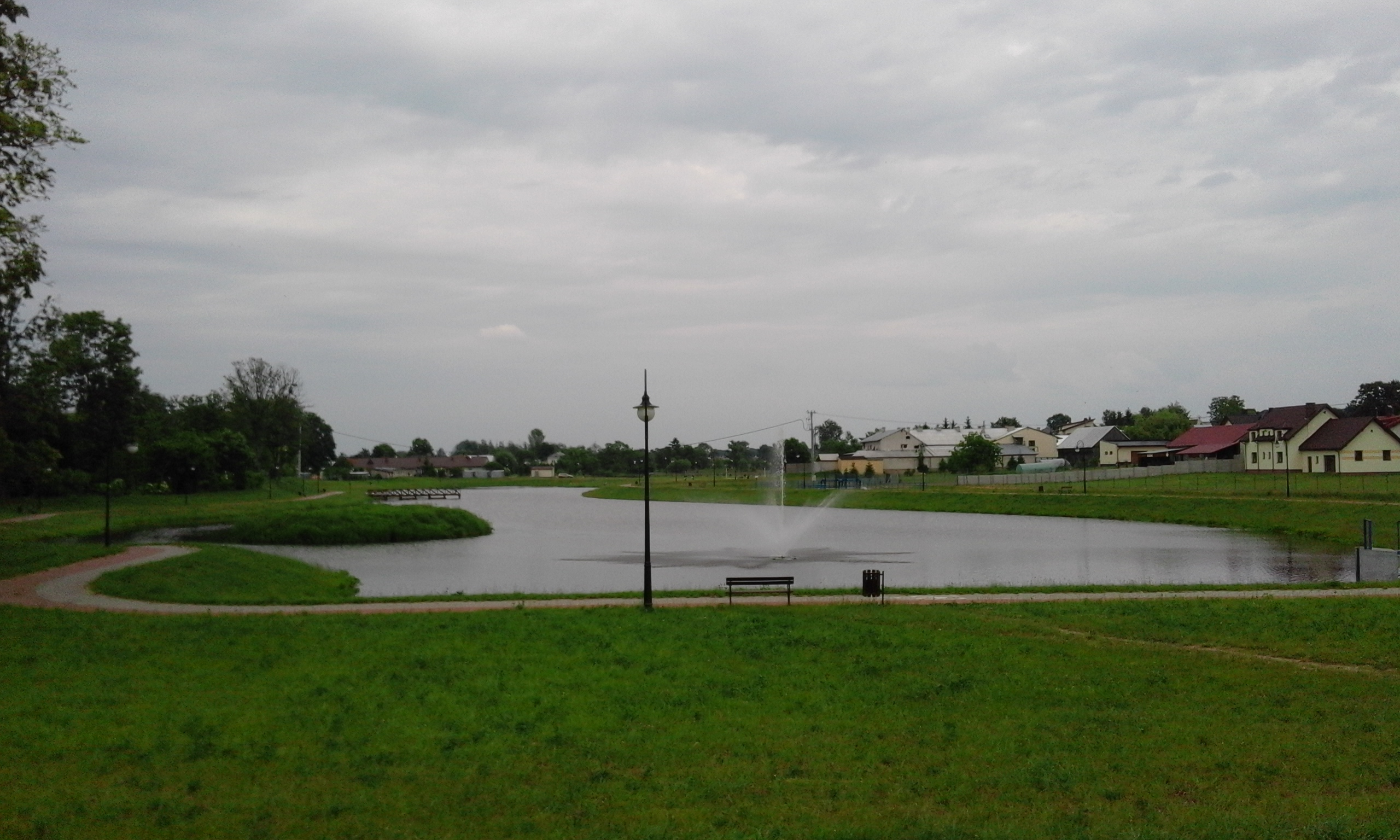
Zalew w Czyżewie

Połączenia autobusowe zapewnia PKS.

## Demografia

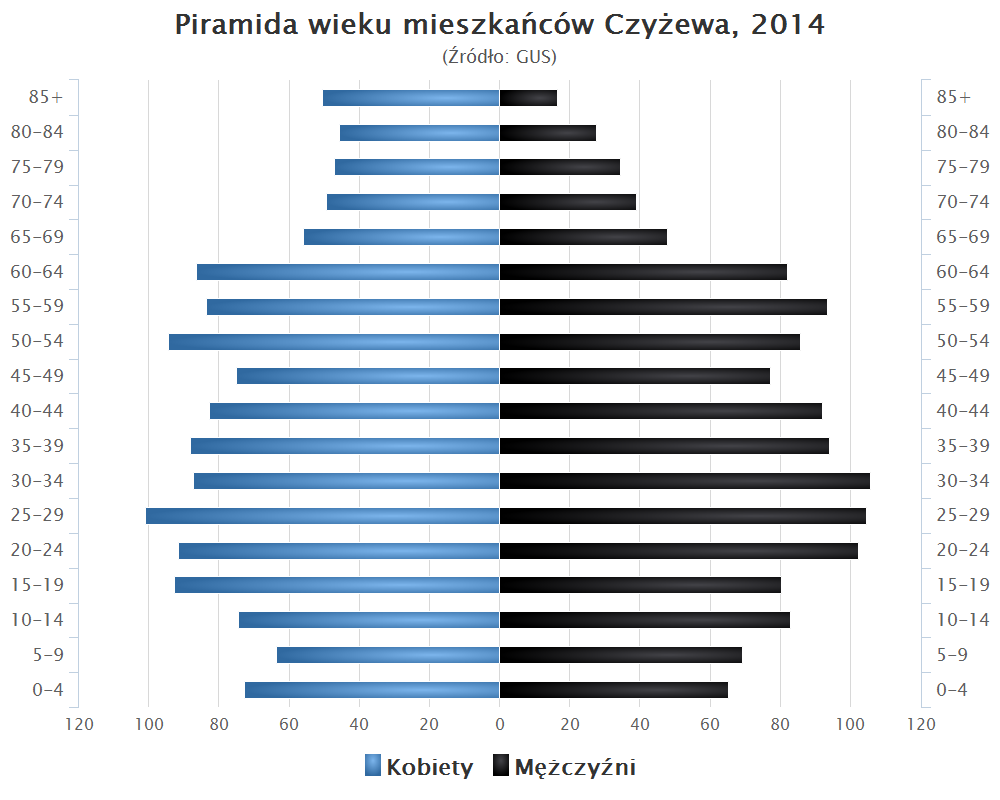
Piramida wieku mieszkańców Czyżewa w 2014 roku

## Media lokalne
Portale internetowe:
- www.eWysMaz.pl
- www.wysokomazowiecki24.pl